# Puliciphora nudipalpis
Puliciphora nudipalpis är en tvåvingeart som beskrevs av Malloch 1912. Puliciphora nudipalpis ingår i släktet Puliciphora och familjen puckelflugor.
Artens utbredningsområde är New Mexico. Inga underarter finns listade i Catalogue of Life.